# Günther Leibfried
Günther Leibfried (Fraulautern, 1 de junho de 1915 – Aachen, 20 de junho de 1977) foi um físico alemão. Dedicou-se principalmente ao estudo da física da matéria condensada.

## Vida
Leibfried obteve um doutorado em 1939 na Universidade de Göttingen, orientado por Georg Joos, com a tese Über Ramaneffekt an Alaun- und Zuckerkristallen. Foi depois assistente em Göttingen de Richard Becker, onde obteve a habilitação em 1950. De 1957 a 1977 foi pesquisador como diretor do Forschungszentrum Jülich, em especial a influência da radiação sobre ligação metálica e cristais. Ao mesmo tempo foi catedrático de física teórica na Universidade Técnica da Renânia do Norte-Vestfália em Aachen.

## Obras
- com Nikolas Breuer. Point defects in metals, Volume 1: Introduction to the theory, Springer 1978
- Bestrahlungseffekte in Festkörpern: Eine Einführung in die Theorie, Teubner 1965
- Gittertheorie der mechanischen und thermischen Eigenschaften der Kristalle, in Siegfried Flügge (Ed.), Handbuch der Physik, Volume 7-1, 1955